# Project X-traction
Pour plus de détails, voir Fiche technique et Distribution.
Project X-traction (Hidden Strike) est un film d'action américain réalisé par Scott Waugh et sorti en 2023.
Le film est sorti le 6 juillet 2023 aux Émirats arabes unis et dans plusieurs autres pays, ainsi que le 28 juillet aux États-Unis et à l'international via Netflix. Il a reçu des réactions négatives de la part des critiques.
Un entrepreneur spécialisé dans la sécurité a pour mission d'extraire des ouvriers d'une raffinerie qui a été attaquée. Il fait équipe avec un ancien officier de l'armée américaine lorsqu'il apprend que l'objectif des attaquants est de voler l'essence de cette raffinerie.

## Synopsis
Après qu'une raffinerie de pétrole en Irak appartenant à la société chinoise Unicorp ait été attaquée par des mercenaires dirigés par Owen Paddock, l'ancien soldat des forces spéciales, "Dragon" Luo Feng dirige sa société de sécurité privée pour évacuer les employés civils d'un convoi le long de l'autoroute de la mort vers le pays sécurisé de la Zone Verte.
Ayant besoin d'argent pour réparer un puits dans un village rural, l'ancien marine américain Chris Van Horne rejoint à contrecœur son frère mercenaire Henry pour attaquer le convoi, qui prétend traquer un homme responsable de les avoir attaqués des années plus tôt. Les mercenaires créent une énorme tempête de sable et l'utilisent pour couvrir leur attaque. Après que le convoi les ait repoussés et ait effacé la tempête de sable, Feng découvre que 5 civils ont été kidnappés, dont le professeur Chang qui possède les codes d'autorisation de la raffinerie de pétrole.
Chris confronte Henry et Owen au sujet de l'enlèvement, ce dernier lui disant qu'il a l'intention de réactiver la raffinerie et de profiter du commerce du pétrole. Après le départ d'un Chris enragé, Owen tire sur Henry pour n'avoir pas réussi à tuer Feng. Ce dernier retrouve Chris et le confronte, mais découvre ses intentions en acceptant le poste et en aidant les enfants de son village.
Après qu'Owen ait effrayé le professeur Chang pour qu'il coopère, il envoie ses hommes chercher son sac contenant les codes, que Chris a accidentellement emportés avec lui plus tôt. Chris y renonce pour protéger le village. Chris et Feng retournent à la raffinerie, affrontent les hommes d'Owen et déjouent ses plans. Owen est tué dans la poursuite en voiture qui s'ensuit. Ensuite, l'équipe de Feng arrête l'auteur du vol de pétrole. Chris et Feng réparent le puits et se voient proposer une nouvelle mission avec Feng.

## Fiche technique
Sauf indication contraire, les informations mentionnées dans cette section peuvent être confirmées par la base de données cinématographiques IMDb,  présente dans la section « Liens externes ».
- Titre original international : Hidden Strike
- Titre chinois : 狂怒沙暴
- Titres de travail : Ex-Baghdad, Project X, Project X-Traction puis S.N.A.F.U. Situation Normal: All F***ed Up
- Réalisation : Scott Waugh
- Scénario : Arash Amel
- Musique : Nathan Furst
- Direction artistique : Adam Wheatley, Haiming Xiang et JingTao Zhao
- Décors : Sebastian T. Krawinkel
- Photographie : Tony Cheung
- Production : Hans Canosa, Jackie Chan, Edward Cheng, Jianhong Qi, Esmond Ren, Joe Tam et Hongliang Wu

Coproduction : Chiu Wah Lee et Robert Powers
- Sociétés de production : Talent International Media, XYZ Films, Epitome, Huaxia Film Distribution, Changchun Film Studio, Flame Pictures, Netflix
- Pays de production :  Chine,  États-Unis
- Langues originales : anglais, mandarin
- Format : couleur
- Genres : action, thriller
- Date de sortie : 28 juillet 2023 (sur Netflix)

## Distribution
- Jackie Chan (VF : William Coryn) : "Dragon" Luo Feng
- John Cena (VF : Raphaël Cohen) : Chris Van Horne
- Pilou Asbaek (VF : Boris Rehlinger) : Owen Paddock
- Ma Chunrui (VF : Diane Kristanek) : Luo Mei
- Amadeus Serafini (VF : Stanislas Forlani) : Henry Van Horne
- Hany Adel : Capitaine Azir
- Laila Ezz EL-Arab : Soraya
- Zhenwei Wang : Xiao Wei
- Simon Gong Jun : Hai Ming
- Tim Man (VF : Xavier Couleau) : Knox
- Hou Minghao (VF : Antoine Escallon) : Assistant Ning
- Theotime Kuhn (VF : lui-même) : Un soldat qui lève de la fonte

## Production

### Développement
En mai 2017, aux côtés des producteurs Hans Canosa, Esmond Ren et Joe Tam, il est annoncé que l’acteur Jackie Chan gère la production du film Ex-Baghdad — titre de travail de cette année, d’un budget estimé à 80 millions de dollars (soit 73,5 millions d’euros), confié au cinéaste Scott Waugh.
Le 19 juin 2018, les acteurs Jackie Chan, John Cena et le réalisateur Scott Waugh annoncent leur prochain film Project X — second titre de travail — à la conférence de presse du festival international du film de Shanghai,.
Le film était initialement prévu comme une collaboration entre Jackie Chan et Sylvester Stallone, mais après que ce dernier se soit désisté, il a été remplacé par John Cena. Le film a été tourné en 2018, avec des tournages en Chine remplaçant le Moyen-Orient.
Le film était connu sous plusieurs titres potentiels, dont "Ex-Baghdad", "Project X", "Project X-Traction" et "SNAFU" avant de se confirmer sur "Hidden Strike".

### Attribution des rôles
En mai 2017, Sylvester Stallone rejoint Jackie Chan à l’affiche du film : le premier tient le rôle de l’ancien marine appelé par ce dernier en patron de sécurité.
En juin 2018, il est annoncé que John Cena remplacera finalement Sylvester Stallone.

### Tournage
Le tournage a lieu à Yinchuan en région autonome de Ningxia. Le 20 novembre 2018, John Cena révèle qu'il a terminé le tournage sur le réseau social chinois Weibo. Il se termine entièrement le 4 décembre 2019[réf. nécessaire].

## Accueil
Rotten Tomatoes, un agrégateur de critiques, rapporte que 24 % des 17 critiques interrogés ont donné au film une critique positive.
Chase Hutchinson de Collider a donné au film une note « D », critiquant l'intrigue, l'action et la surutilisation des effets générés par ordinateur, ainsi que le manque d'alchimie entre Chan et Cena. James Marsh du South China Morning Post, qui a attribué au film 1 étoile sur 5, a également noté le manque d'alchimie entre les deux stars et a déclaré que l'histoire était "une affaire fatiguée, en chiffres" avec une "action décevante".
D'autres ont donné des critiques plus favorables. Si Jia de Geek Culture a donné au film 6,1 sur 10 et a écrit "Venez pour l'action, restez pour la délicieuse alchimie entre Chan et Cena - mais pas grand-chose d'autre. Bien que "Hidden Strike" ait sa part de charme, c'est finalement une escapade inoubliable." qui sert de pur divertissement de pop-corn et deviendra probablement un lointain souvenir dans quelques mois. puissance, mais c'est ce que l'on attend d'un tel blockbuster dirigé par des célébrités qui est susceptible de conduire à une suite si celui-ci fonctionne assez bien. Un film en état de mort cérébrale mais amusant, "Hidden Strike" tire le meilleur parti des capacités de Chan et Cena à divertir à l'écran. "